# MV Agusta 350 Sport
Die  MV Agusta 350 Sport auch MV Agusta 350 Ipotesi (italienisch für Hypothese)  war ein Motorrad des italienischen Fahrzeugbauers MV Agusta, das von 1975 bis 1977 gebaut wurde. Von dieser aus einer Designstudie entstandenen Modellreihe wurden 1991 Exemplare gefertigt.

## Entwicklung
Das Vorgängermodell MV Agusta 350 S, von 1970 bis 1974 gebaut und in verschiedenen Modellvariationen angeboten (350 GT, 350 GTE, 350 Scrambler, 350 S), sollte durch ein Modell ersetzt werden, das in Anlehnung an die Vierzylindermodelle eine optische Aufwertung erfahren sollte. Eine Designstudie von Giorgio Giugiaro, im November 1973 der Presse vorgestellt, fiel durch auffällige waagerechte Linien und scharfe Konturen auf. Der Rückgratrohrrahmen ging vom Lenkkopf unter dem Tank in gerader Linie zum Heck. Die kantigen Zylinderköpfe, passend zu den geraden Linien der Maschine, vervollständigten das damals hochmoderne Konzept. Die gleichzeitig produzierte MV Agusta 125 S orientierte sich optisch stark an der MV 350 Ipotesi.

## Technische Daten
Der Stoßstangenmotor, bereits in der 250er Bicilindrica von 1966 verbaut, wurde technisch nur unwesentlich überarbeitet. An der „Ipotesi“ fand der von der MV Agusta 350 GTE bekannte elektronische Schwungradmagnetzünder Verwendung; der Motor wurde mittels Kickstarter gestartet. Im Gegensatz zu den Vorgängermodellen wurde eine Doppelscheibenbremse vorne und eine Einfachscheibenbremse hinten eingebaut. Die Ipotesi GT hatte hinten noch eine Trommelbremse. Wahlweise standen als Motorleistung auch 27 PS (20 kW) bei 7.800 min−1 oder 34 PS (25 kW) bei 8.500 min−1 zur Verfügung.
Die Leichtmetallguss-Speichenräder tragen Reifen der Größe 2.75-18 bzw. 3.25-18 (hinten). Der Tank fasst 18 Liter.

## Modellvarianten
Die wesentlichen Baugruppen aller Modellvarianten unterschieden sich nicht von denen der Basisvariante (MV Agusta 350 Sport).
- MV Agusta 350 Turismo auch MV Agusta 350 GT (1976–77): Eine leistungsreduzierte Tourenversion (27 PS (20 kW) bei 7600 min−1) mit höherem Lenker und anderer Lackierung. Von diesem Modell wurden insgesamt 350 Exemplare gefertigt.[7] In Deutschland wurde diese Version nicht angeboten.
- MV Agusta 350 Sport Tipo 216 „Ipotesi“  (1975–78): 2 Zylinder; Viertaktmotor; seitliche Nockenwelle, Stößel, Stoßstangen, Kipphebel; luftgekühlt. 25 kW (34 PS) bei 8500/min 170 km/h. Rohrrahmen, offene Schleife.[8]
- MV Agusta 350 BE Racing: Die Rundstreckenversion der 350 Sport
- MV Agusta 500 S (1976–77): Eine aufgebohrte Version des Stoßstangenmotors mit 75 mm Bohrung. Dadurch hatte der Motor 472 cm³ Hubraum und eine Leistung von 53 PS (39 kW) bei 8.900 min−1. Die Bereifung wurde auf die Dimension 3.00-18 vorne und 3.50-18 hinten umgestellt.[9] Wahlweise stand auch eine leistungsreduzierte Version mit 43 PS (32 kW) bei 8.200 min−1 zur Verfügung, die aus Restbeständen noch 1978 angeboten wurde.[10] Die MV Agusta 500 SS (1977), eine Rennsportversion, laut Angebot auf Sonderbestellung und in Einzelanfertigung erhältlich, wurde vom damaligen Importeur Hansen in Baden-Baden bzw. Roland Schneider gebaut. Die Maschine hatte einen komplett überarbeiteten Motor mit zwei obenliegenden Nockenwellen und 49 kW (66 PS) bei 11.100/min, fünf Motoren sollen gebaut worden sein.[11]

## Bilder

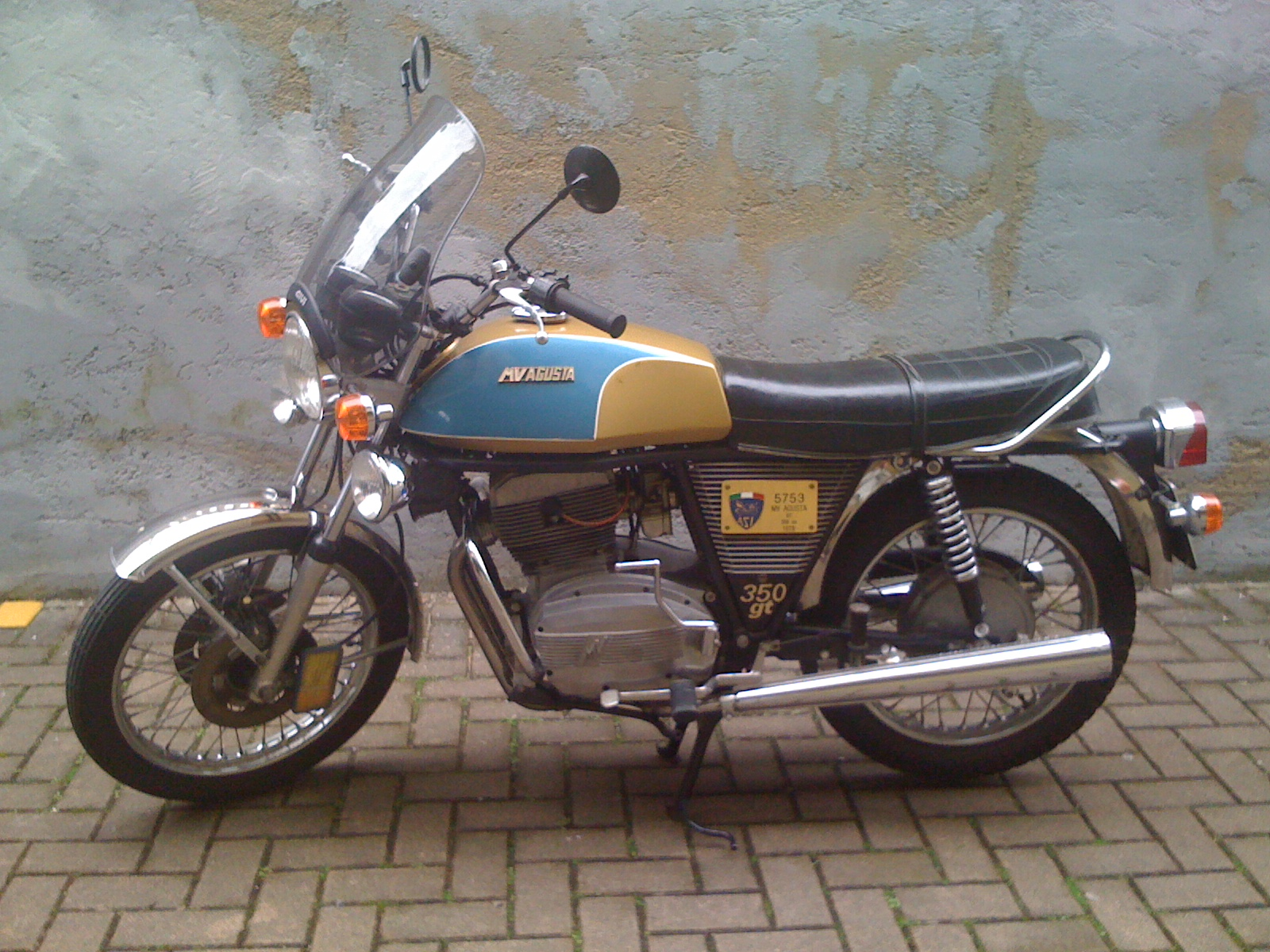
MV Agusta 350 Ipotesi GT
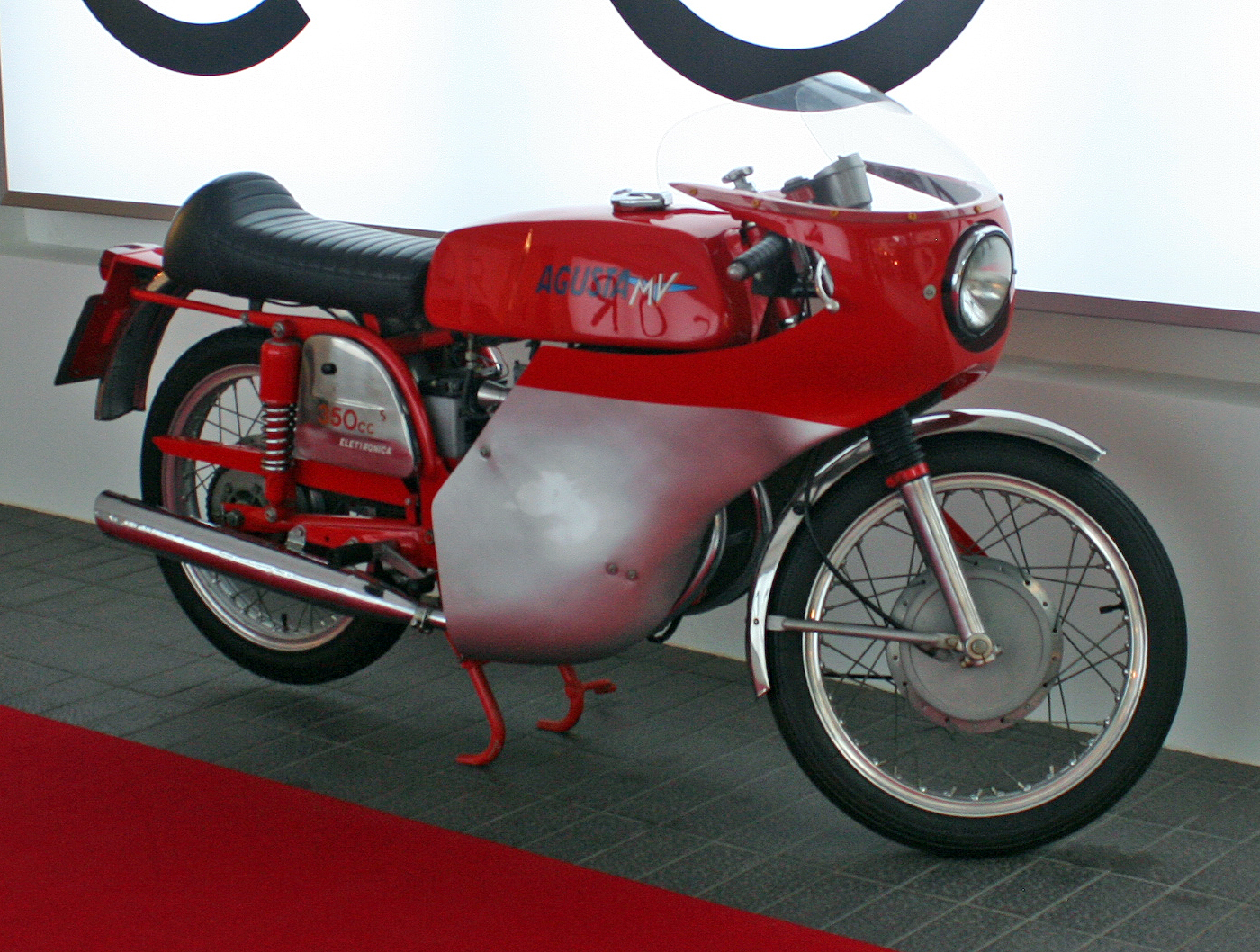
Vorgängermodell MV Agusta 350 SE (1972)
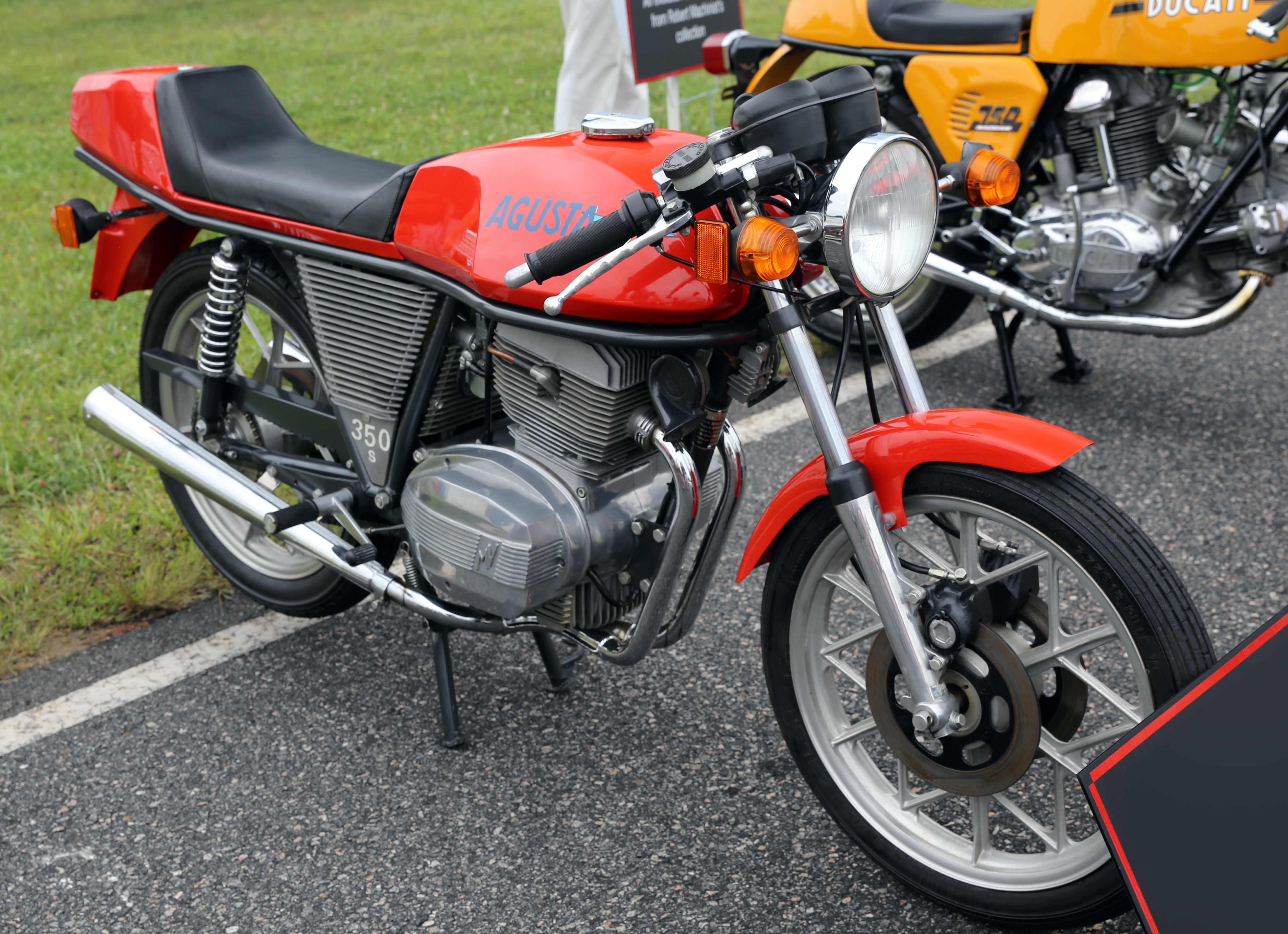
Eine unverkleidete MV Agusta 350 S (1975)
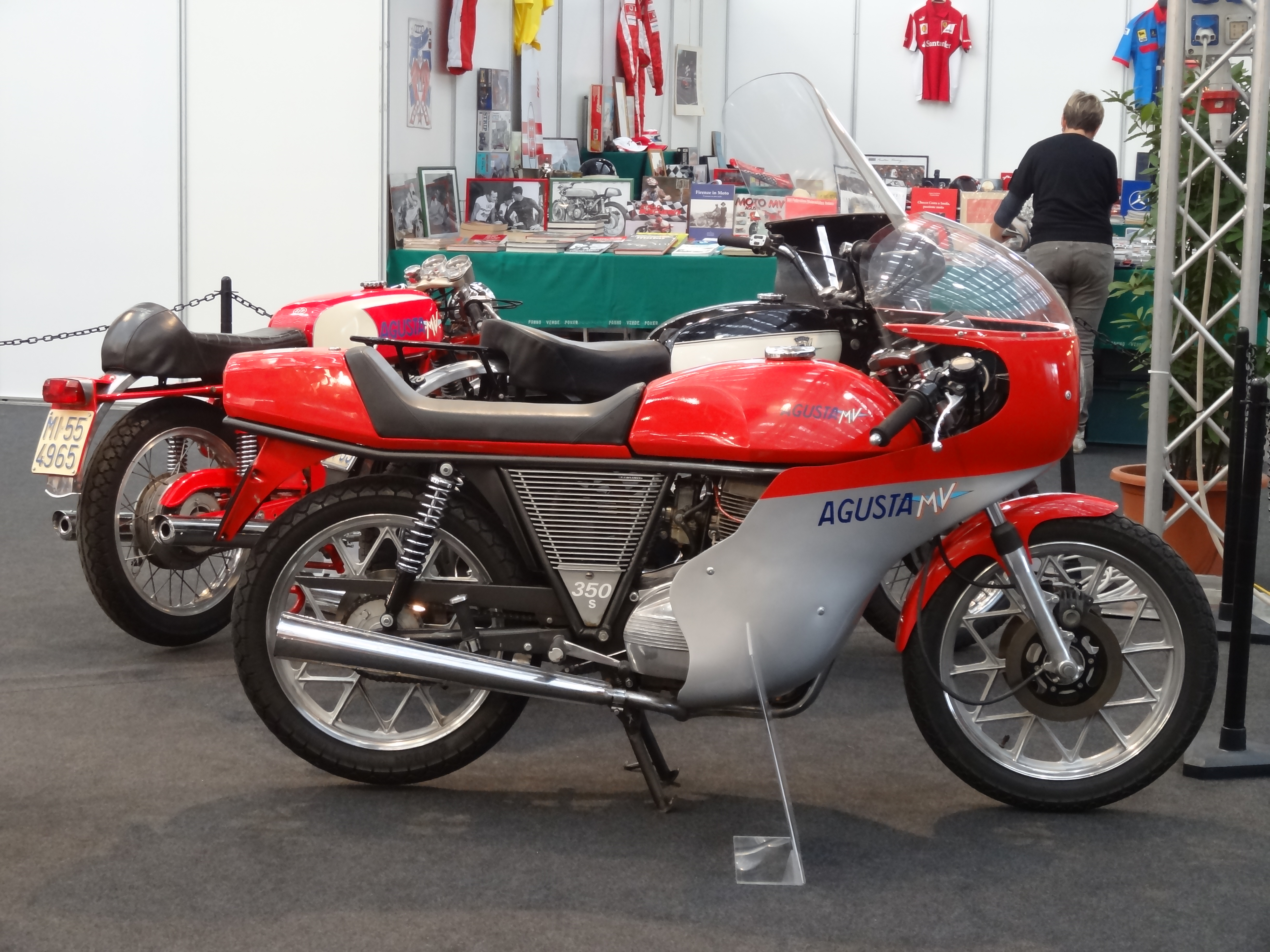
Die 350s mit Vollverkleidung
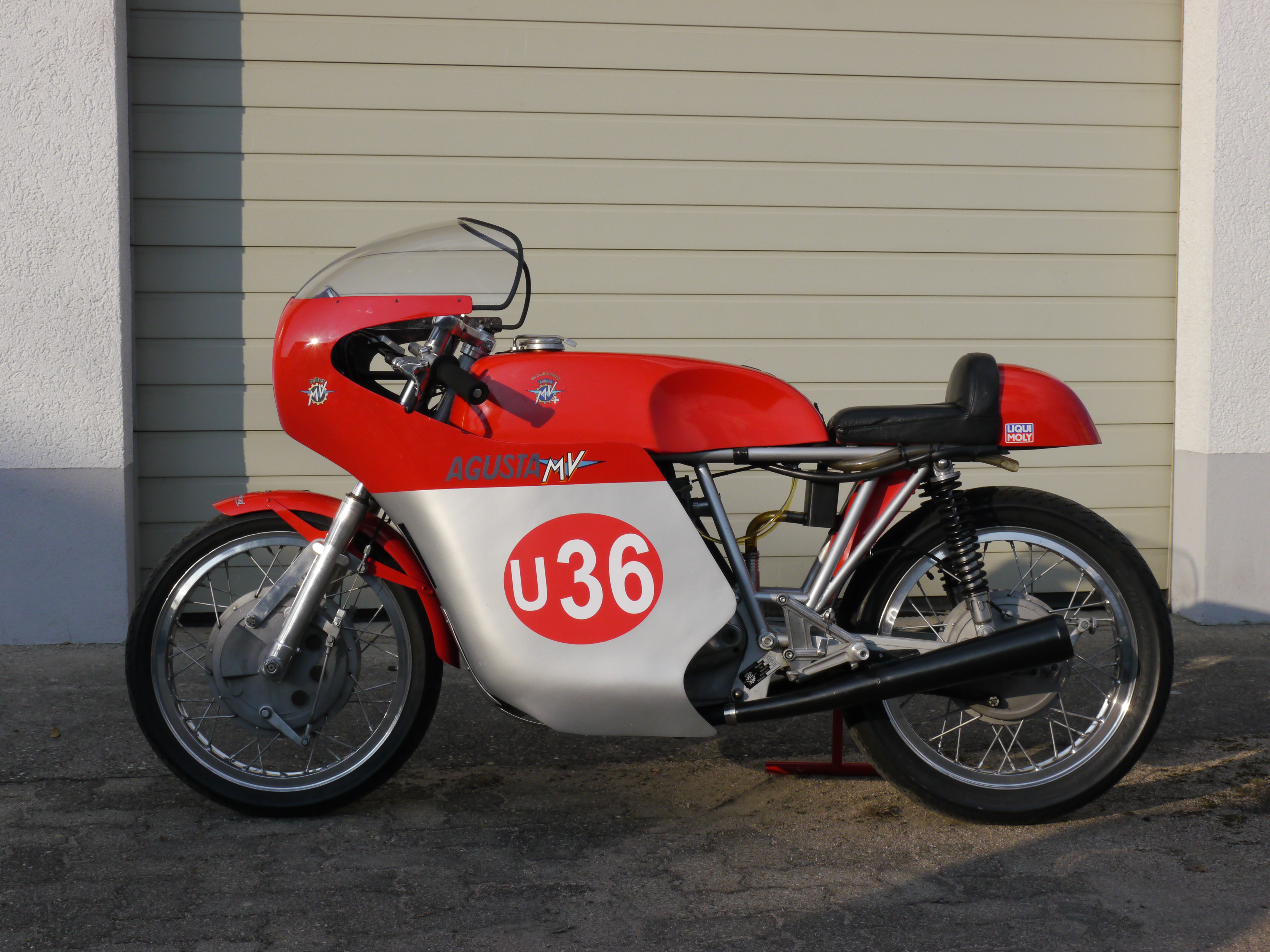
Die seltene Rennversion MV Agusta 350 BE Racing
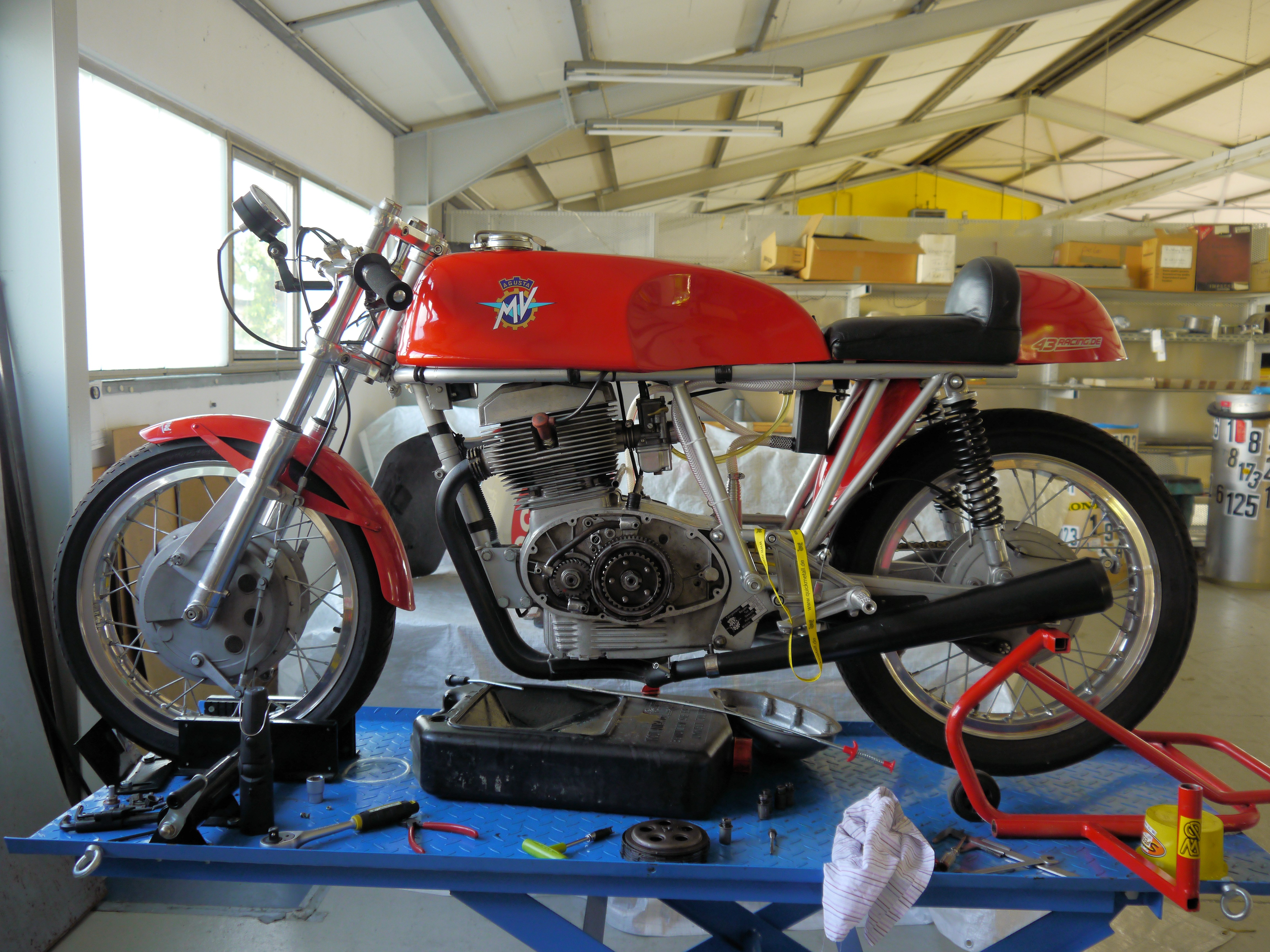
Ohne Verkleidung auf der Werkbank: der 350er-OHV-Zweizylinder